# アマリエンボー宮殿
座標: 北緯55度41分4秒 東経12度35分34秒 / 北緯55.68444度 東経12.59278度

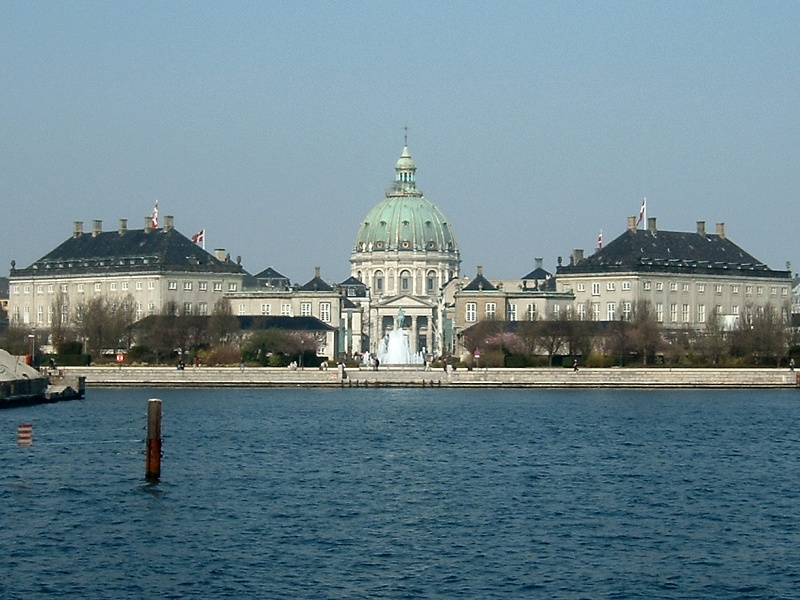
コペンハーゲンのオペラハウスから見たアマリエンボー宮殿

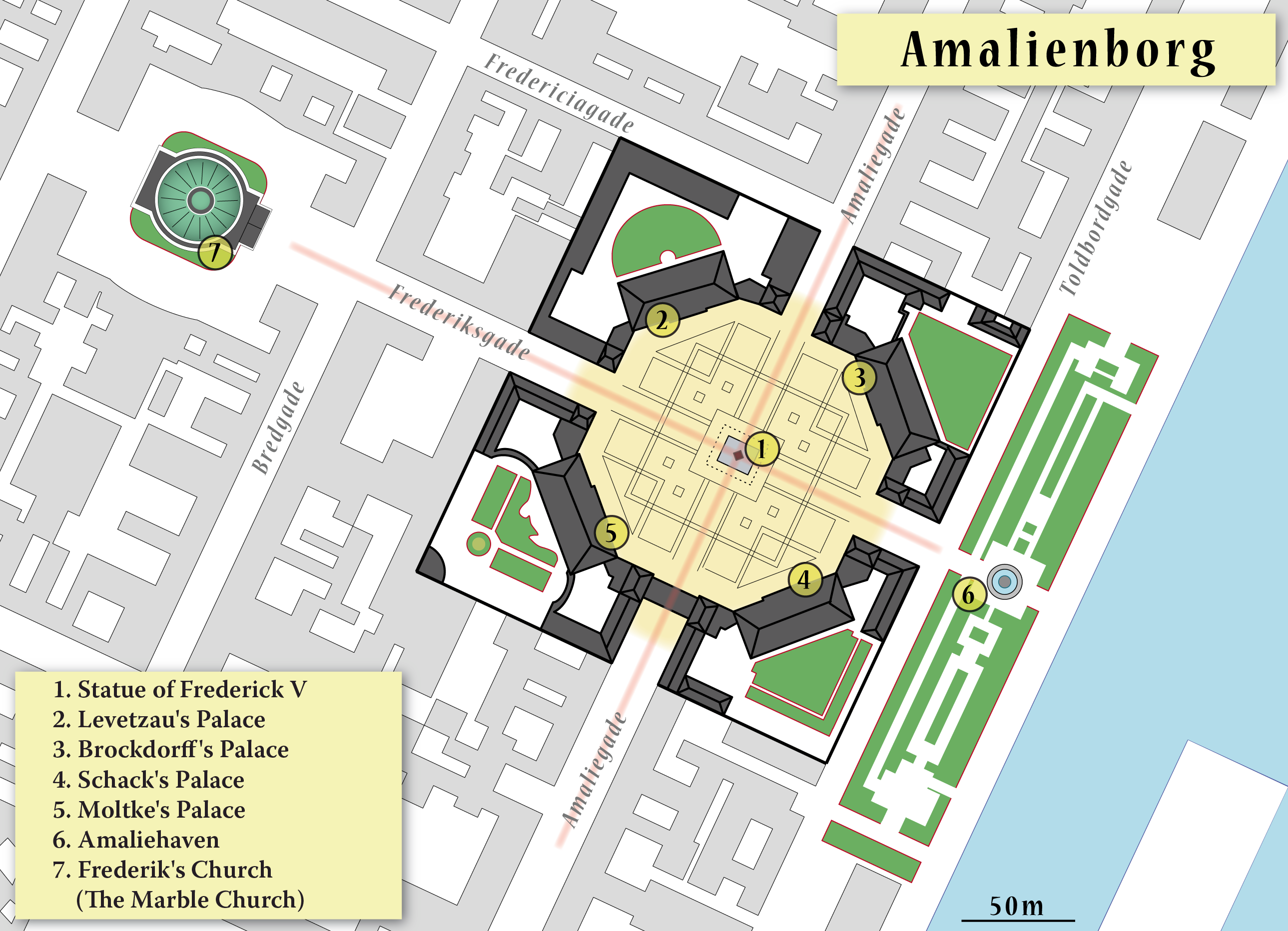
アマリエンボー宮殿の地図(フレデリク教会も見える)

アマリエンボー宮殿（デンマーク語:Amalienborg Slot）は、デンマークの首都コペンハーゲンにある冬の王宮である。この宮殿は、八角形の広場の周りに配された典型的な4つのロココ調の宮殿からなる。広場の中央にはこの宮殿の造営者であるフレデリク5世の騎馬像がある。

## 概要
女王の滞在中にはデンマーク近衛兵が、午前11時30分にローゼンボー城からコペンハーゲンの通りを通過し、正午にはアマリエンボー宮殿の前で衛兵交代する。宮殿前広場は市民に開放されており、衛兵交代式も観光行事となっている。また、1863年から1947年までの国王たちが使用していた寝室や持ち物などが公開されており、当時の王室の暮らしぶりを知ることができる。
もともと、この宮殿は4つの貴族のために造営された。しかし、クリスチャンスボー城が1794年2月26日に焼失し、王室がこの宮殿を購入し居所を移した。それ以来、歴代の国王とその家族が4つの宮殿（クリスチャン7世宮殿・クリスチャン8世宮殿・クリスチャン9世宮殿・フレゼリク8世宮殿）に居住するようになった。